# Redvers
Redvers is een plaats (town) in de Canadese provincie Saskatchewan en telt 917 inwoners (2001).